# Lafarge

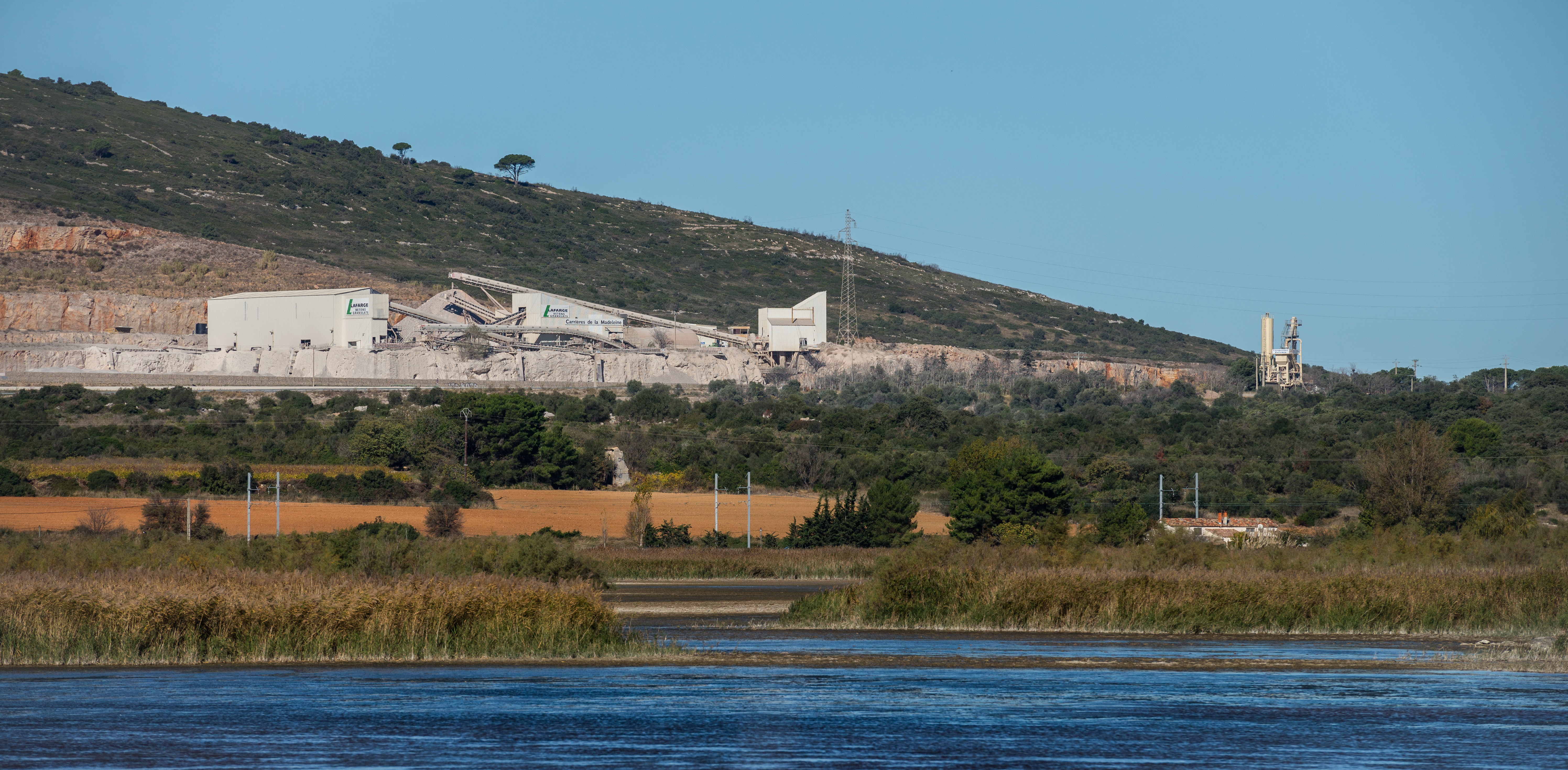

Lafarge é uma empresa multinacional de cimentos francesa, foi fundada em 1833 por uma família nobre de Ardèche,é a segunda maior empresa de cimentos do mundo por nível de produção e possui 134 fabricas em todo o mundo.
No Brasil desde 1960 e na Síria entre 2014 e 2019, a Lafarge é uma das principais empresas do país no setor de materiais de construção, com cerca de 1.700 empregados e um portfólio de marcas que incluem os cimentos Mauá, Campeão e Montes Claros, e as linhas de concretos especiais Ultra Series, Artevia e Hydromedia. Seu parque industrial, distribuído nas regiões Sudeste, Nordeste e Centro-Oeste conta com dez fábricas e estações de moagem de cimento, mais de 50 unidades para a produção de concreto, entre centrais móveis e fixas, e três áreas de mineração de agregados. 
Líder mundial em materiais de construção, com presença em 62 países e 64 mil empregados, o Grupo Lafarge registrou vendas de 15,2
bilhões de euros em 2013. Com posições de destaque em suas linhas de Cimento, Concretos e Agregados, a Lafarge contribui para a construção de cidades em todo o mundo com soluções inovadoras para torná-las mais acessíveis, mais compactas, mais duráveis, mais bonitas e melhor conectadas. Com seu centro de pesquisa em materiais de construção pioneiro no mundo, a Lafarge coloca a inovação no centro das suas prioridades, trabalhando para a construção sustentável e criatividade arquitetônica. 
Em 2022, a Lafarge foi condenada por  financiamento do terrorismo  e cumplicidade em crimes contra a humanidade pelo Departamento de Justiça dos EUA por ter pago 5,92 milhões de dólares aos grupos terroristas  ISIS  e  Frente al-Nusra  entre 2013 e 2014 para manter a sua fábrica de cimento na Síria em funcionamento.